# Кладбище Мемориального парка «Вальхалла»
Кла́дбище Мемориа́льного па́рка «Вальха́лла» расположено на Бульваре Виктории 10621, находящемся в ведении Северного Голливуда и Бербанка.
На кладбище есть специальный проход под названием Врата храма сложенных крыльев авиации, который является последним местом упокоения для ряда «пионеров» авиации — гастролёров, сорвиголов и разных авиаконструкторов. Существует мемориал Амелии Эрхарт и другие, чествующие их достижения.
Среди похороненных здесь несколько знаменитостей из индустрии развлечений.
Храм с красочным черепичным куполом и женскими фигурами, простирающими руки к небесам, первоначально был построен как впечатляющий вход на кладбище Мемориального парка «Вальхалла». Он был назван в честь дворца Одина, скандинавского бога убитых героев.

## Основание
«Вальхалла» был основан в 1923 году двумя лос-анджелесскими финансистами, Джоном Р. Осборном и С. С. Фицпатриком. Вход в здание испанской миссии был спроектирован архитектором Кеннетом Макдональдом-младшим из декоративного каменного литья. Макдональд нанял скульптора итальянского происхождения Федерико А. Джорджи, который в своё время создал 30-футовые (9,1 метров) статуи слонов и львов для эпического фильма 1917 года «Нетерпимость» и обработал внешний вид театра в центре города за миллион долларов. Ворота на новое кладбище стоили 140 000 долларов.
Ротонда была приурочена к концерту английской контральто Мод Эллиот 1 марта 1925 года. Участники пикника расстилали одеяла на окружающем травянистом пространстве между тремя зеркальными бассейнами и плоскими кладбищенскими знаками, которые были новой концепцией в то время. Она стала туристической достопримечательностью и использовалась для концертов, которые транслировались по радиостанции KELW владельцем станции Эрлом Л. Уайтом. Всего через пять месяцев после открытия Осборн и Фицпатрик были осуждены за мошенничество. Они неоднократно продавали одни и те же захоронения — целых 16 раз — и получили прибыль от 3 до 4 миллионов долларов, согласно историям ''Los Angeles Times'' той эпохи. Они были оштрафованы на 12 000 долларов и приговорены к 10 годам тюрьмы, но отсидели менее трёх лет приговора.

## На балансе штата
Кладбище было принято штатом Калифорния. Неясно, как долго штат владел 63-акровым кладбищем (250 000 квадратных метров), но братья Пирс купили его в 1950 году и на два года закрыли ротонду для автомобильного проезда, переместив вход на кладбище с Вальхалла-драйв в Бербанке на бульвары Виктории и Каунга в Северном Голливуде. Там они открыли двухэтажное офисное здание и морг.
17 декабря 1953 года в 50-ю годовщину 12-секундного прыжка Орвилла и Уилбура Райтов в Китти-Хок, ротонда была повторно посвящена как Врата сложенных крыльев, благодаря усилиям поклонника авиации и сотрудника кладбища Джеймса Джиллета. Во время церемонии кремированные останки Уолтера Брукинса были похоронены там. Брукинс, первый лётчик, поднявшийся на высоту мили, был первым гражданским студентом братьев Райт.
Когда скульптор Джорджи умер в 1963 году, он был похоронен вне здания, рядом с его шедевром. Джиллет был также похоронен снаружи, рядом со святыней, которую он помог обнаружить.

## Землетрясение
Кубическое здание храма было сильно повреждено во время землетрясения 1994 года в Нортридже, но восстановлено и заново освящено в 1996 году. Через два года он был внесен в Национальный реестр исторических мест.

## Продажа недвижимости
В 1958 году братья Пирс продали свою семейную сеть моргов и кладбищ финансисту с конторой в Техасе Джо Аллбриттону, который продал 20 акров (81 000 кв. метров) «Вальгаллы» для развития. В 1991 году, кладбища и морги были приобретены службой корпорации International в Хьюстоне, но знак братьев Пирс остаётся в «Валгалле».

## Пионеры авиации, похороненные на кладбище
Под мемориальными досками покоятся останки других пионеров авиации, в том числе:
- Август Рой Кнабеншу (1876—1960), который в 1904 году стал первым американским пилотом дирижабля. Он также основал дирижабль пассажирских перевозок, из Пасадены в Лос-Анджелес, в 1912 году.
- Эвелин «Бобби» Траут (1906—2003), который владел многочисленными рекордами на выносливость, пробег и высоту.
- Джеймс Флойд Смит (1884—1956), который построил и летал на собственном самолете в 1912 году и изобрел парашют свободного типа с ручным управлением для армии в 1918 году.
- Хильдер Флорентина Смит (1890—1977), ставшая парашютисткой в 1914 году. Два года спустя она стала первой женщиной-пилотом, вылетевшей из бобового участка, который позже стал международным аэропортом Лос-Анджелеса. Она была замужем за Джеймсом Флойдом Смитом.
- Матильда Мойсант, вторая американка, получившая сертификат пилота-через два дня после своей подруги, журналистки Харриет Квимби. В 1911 году Мойсант позволил Квимби быть первой, потому что Квимби нуждалась в дополнительном признании: она писала о воздушных гонках и острых ощущениях полёта.
- Джон Б. Мойсант[англ.] (1868—1910), спроектировавший и построивший первый металлический самолет. Матильда Мойсант была его сестрой.